# Lichenochora polycoccoides
Lichenochora polycoccoides är en lavart som beskrevs av Hafellner & R. Sant. 1989. Lichenochora polycoccoides ingår i släktet Lichenochora, ordningen Phyllachorales, klassen Sordariomycetes, divisionen sporsäcksvampar och riket svampar.   Inga underarter finns listade i Catalogue of Life.